# Un bebé para mi esposa
Un bebé para mi esposa (en inglés, The Baby Maker) una película dramática estadounidense de 1970 dirigida por James Bridges y producida por National General Pictures.

## Argumento
Tish Gray es un vientre de alquiler que es contratada para tener un niño de una pareja de clase media, Suzanne y Jay Wilcox. La película expone el choque de valores entre Tish, su novio Tad Jacks, y la pareja. También trata sobre la agitación emocional por la que pasan los cuatro personajes.

## Reparto
- Barbara Hershey como Tish Gray
- Collin Wilcox Paxton como Suzanne Wilcox
- Sam Groom como Jay Wilcox
- Scott Glenn como Tad Jacks
- Jeannie Berlin como Charlotte
- Lili Valenty como la señora . Culnick
- Helena Kallianiotes como Wanda
- Jeff Siggins como Dexter
- Phyllis Coates como Madre de Tish
- Madge Kennedy como abuela de Tish
- Ray Hemphil como el "asesinao" de la tienda de juguetes
- Paul Linke como Sam
- Bobby Pickett como Dr. Sims

## Acogida de la crítica
La crítica de cine Shirley Rigby calificó la película como "bizarra", "Solo las actuaciones en la película la salvan de ser una parodia total". Rigby continuó diciendo: "Barbara Hershey es una pequeña gran actriz, mucho, mucho más que otra cara bonita." Por otro lado, el crítico John Simon calificó The Baby Maker como "insufrible".

## Premios y distinciones
Premios Óscar
| Año  | Categoría                   | Personas                    | Resultado |
| ---- | --------------------------- | --------------------------- | --------- |
| 1970 | Mejor banda sonora original | Fred Karlin y Tylwyth Kymry | Nominados |